# Demirce
Demirce (kurd. Dizik) ist ein Dorf im Landkreis Nazımiye in der türkischen Provinz Tunceli. Demirce liegt ca. 10 km nordwestlich von Nazımiye. Türkische Medien und das Ministerium für dörfliche Angelegenheiten verwenden auch gelegentlich den kurdischen Namen.
Anfang der 1990er Jahre war Demirce Schauplatz von Auseinandersetzungen zwischen der PKK und den Sicherheitskräften. Damals lebten dort 105 Menschen. Im Jahre 2011 lebten hier insgesamt 10 Menschen.